# John Henry Poynting
John Henry Poynting (9 septembre 1852 – 30 mars 1914) est un physicien anglais qui travaille, entre autres, sur les ondes électromagnétiques. Il est professeur de physique au Mason Science College (qui devient plus tard l'Université de Birmingham) de 1880 jusqu'à sa mort.

## Travaux
Il définit ce que l'on appelle le vecteur de Poynting qui représente la puissance par unité de surface que transporte une onde électromagnétique et la direction de ce flux d'énergie. Ce vecteur est utilisé dans le théorème de Poynting, qui établit la conservation d'énergie des champs électriques et magnétiques. Il a mesuré la constante gravitationnelle de Newton par des techniques novatrices en 1893. En 1903, il est le premier à réaliser que la radiation solaire peut attirer les petites particules vers le Soleil, effet reconnu plus tard sous le nom d'effet Poynting-Robertson.
Pendant l'année 1884, il analyse les prix des bourses de commerce, notamment ceux du blé, de la soie, et du coton, à l'aide de méthodes statistiques.
Des cratères sur Mars et sur la Lune ont été nommés en son honneur, de même que le bâtiment principal de physique de l'université de Birmingham et l'association du département de physique de celle-ci, la Poynting Physical Society.

## Œuvres
- Collected scientific papers, University Press (Cambridge), 1920. Texte en ligne disponible sur LillOnum